# Lepidophthalmus jamaicense
Lepidophthalmus jamaicense är en kräftdjursart som först beskrevs av Schmitt 1935.  Lepidophthalmus jamaicense ingår i släktet Lepidophthalmus och familjen Callianassidae. Inga underarter finns listade i Catalogue of Life.